# Nobuo Uematsu

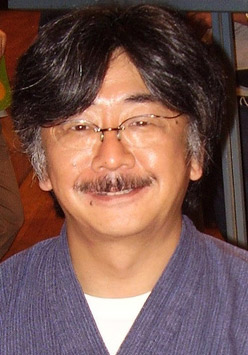
Nobuo Uematsu.

Nobuo Uematsu (japanska: 植松 伸夫, Uematsu Nobuo), född 21 mars 1959 i staden Kochi i Japan, är en kompositör. Mest känd är han för sina kompositioner till Square Enix spelserie Final Fantasy. Numera arbetar Nobuo Uematsu som frilanskompositör.

## Biografi

### Barndom och ungdomsår
Nobuo Uematsu föddes i Kochi i Kochi prefektur i Japan. Som självlärd musiker började han spela piano när han var 12 år gammal och han tog inga pianolektioner med lärare. Han har en äldre syster som också spelar piano. Efter att ha tagit examen vid Kanagawa University spelade Uematsu keyboard i flera amatörband och komponerade musik för TV-reklamer. När han arbetade på en musikaffär i Tokyo frågade en anställd på Square om han var intresserad av att skapa musik till några speltitlar som de arbetade med. Uematsu accepterade förfrågan men såg det som ett sidojobb och han trodde inte att det skulle bli ett heltidsjobb. Han sa att det var ett sätt att tjäna pengar medan han fortfarande behöll sitt jobb på skivaffären.

### Karriär hos Square och med The Black Mages
Uematsu första riktiga projekt var spelet Blassty från 1986, men det första spelet som Uematsu komponerade hos Square var Genesis från 1985. Medan han jobbade åt Square träffade han Hironobu Sakaguchi som undrade om han vill skapa musik till några av hans spel, vilket Uematsu gick med på. Mellan 1986 och 87 komponerade han musik till ett flertal spel som inte lyckades slå igenom. 1987 arbetade Uematsu och Sakaguchi gemensamt på vad som från början skulle bli Sakaguchis sista spel för Square, Final Fantasy. Spelet visade sig vara en stor framgång och vände trenden.
Final Fantasys popularitet satte igång Uematsus karriär inom datorspelsmusik ordentligt. Totalt fortsatte han att komponera musik till över 30 speltitlar, mest framträdande var uppföljare i Final Fantasy-serien. Han notsatte det första spelet i spelserien SaGa, The Final Fantasy Legend, 1989. Till det andra och femte spelet i serien, Final Fantasy Legend II (1990) och Romancing SaGa 2 (1993), assisterades han av Kenji Ito. Uematsu åtog sig att avsluta soundtracket till det kritikerrosade spelet Chrono Trigger från 1995 efter det att spelets kompositör Yasunori Mitsuda ådragit sig magsår. År 1996 samkomponerade han soundtracket till Front Mission: Gun Hazard och samtligt ljud till DynamiTracer. Han gjorde också musiken till tre av spelen i spelserien Hanjuku Hero.
Förutom datorspelsmusik har han komponerat den animerade filmen Ah! My Goddess: The Movie från 2000 och samkomponerat animen Final Fantasy Unlimited från 2001 med orkesterarrangören för Final Fantasy Shirō Hamaguchi. 1994 släppte han soloalbumet Phantasmagoria. Stegvis kände han sig mer och mer oinspirerad och 2001 bad Uematsu om assistans från kompositörerna Masashi Hamauzu och Junya Nakano för musiken i Final Fantasy X. Det var första gången som Uematsu inte komponerade ett helt soundtrack till ett Final Fantasy-spel. Till Final Fantasy XI från 2002, gick han ihop med Naoshi Mizuta, som komponerat största delen av soundtracket, och Kumi Tanioka; Uematsu var bara ansvarig för 11 av ljudspåren. 2003 assisterade han Hitoshi Sakimoto i tonsättningen av Final Fantasy Tactics Advance genom att göra ledmotivet.
År 2002 frågade Square Enix-kollegorna Kenichiro Fukui och Tsuyoshi Sekito Uematsu om han ville gå med i ett rockband som skulle spela och tolka Uematsus kompositioner. Till en början avböjde han deras förfrågan på grund av för mycket jobb, men efter att ha uppträtt med Fukui och Sekito på ett liveframträdande som keyboardist, beslöt han sig för att gå med och starta ett band. En anställd hos Square Enix, Matsushita, valde bandnamnet The Black Mages. 2003 anslöt sig även Keiji Kawamori, Arata Hanyuda och Michio Okamiya till bandet. The Black Mages har släppt tre studioalbum, och uppträtt på flera konserter för att marknadsföra sina album.

### Som frilansare
Uematsu lämnade Square Enix 2004 och bildade sitt eget företag Smile Please; han startade också musikproduktionsbolaget Dog Ear Records år 2006. Anledning till att Uematsu lämnad Square Enix var att företaget flyttade sitt kontor från Meguro till Shinjuku, och han var inte bekväm med den nya platsen.

## Spelsoundtracks
- King's Knight (1986)
- Apple Town Monogatari
- Hanjuku Eiyuu (NES)
- Square's Tom Sawyer
- Rad Racer (1987)
- Final Fantasy I (1987)
- Final Fantasy II (1988)
- Makaitoushi SaGa (1989)
- Final Fantasy III (1990)
- SaGa 2 Hihou Densetsu (1990)
- DynamiTracer
- Hataraku Chocobo
- Cleopatra no Mahou
- Cruise Chaser Blassty
- Final Fantasy IV (1991)
- Final Fantasy V (1992)
- Romancing SaGa 2 (1993) - Med Kenji Ito
- Final Fantasy VI (1993)
- Chrono Trigger (1995) - Med Yasunori Mitsuda och Noriko Matsueda (även med Tsuyoshi Sekito till PlayStation-versionen)
- Front Mission: Gun Hazard (1997) - Med Yasunori Mitsuda, Junya Nakano och Masashi Hamauzu
- Chocobo's Dungeon 2
- Final Fantasy VII (1997)
- Final Fantasy VIII (1999)
- Final Fantasy IX (2000)
- Final Fantasy X (2001) - Med Masashi Hamauzu och Junya Nakano
- Hanjuku Eiyuu Tai 3D (2002)
- Final Fantasy XI (2002) - Med Naoshi Mizuta och Kumi Tanioka
- Final Fantasy XII (2006) - Med Hitoshi Sakimoto
- Blue Dragon (2006)
- Lost Odyssey (2007)
- The Last Story (2011)
- Fantasian (2021)